# Fratello Athelstan - Il regno del male
Fratello Athelstan: Il regno del male (titolo originale The Devil's Domain) è un romanzo poliziesco scritto da Paul Doherty, sotto lo pseudonimo di Paul Harding. La versione originale è stata pubblicata nel 1998. In Italia è uscito nella collana Il Giallo Mondadori nel 2000 con il n. 2663

## Trama
Giunte, dopo anni di conflitto, a un armistizio, Francia e Inghilterra rischiano nuovamente uno scontro, quando qualcuno uccide, uno dopo l'altro, dei prigionieri francesi rinchiusi nel tetro castello di Hawkmere. Fratello Athelstan e sir John Cranston indagano sull'oscura faccenda.

## Personaggi
- sir John Cranston : coroner di Londra
- fratello Athelstan : suo segretario
- John Di Gaunt: reggente del trono d'Inghilterra
- sir Maurice Maltravers: suo cavaliere
- sir Walter Limbright: governatore del castello di Hawkmere
- Eudes Maneil, Pierre Vamier, Guillaume Serriem, Jean Gresnay e Philippe Routier: prigionieri francesi
- Charles De Fontanel: ambasciatore francese
- Angelica Parr: fidanzata di sir Maurice
- sir Thomas Parr: suo padre
- Ralph Hersham: sgherro di sie Thomas
- Vulpina: commerciante in veleni

## Edizioni
- Paul Harding, Fratello Athelstan: Il regno del male, traduzione di Elsa Pellitti e Igor Longo, Il Giallo Mondadori n. 2663, 2000,  p. 233. - Gli speciali del Giallo Mondadori n.86, 2018.